# Sciarada
In enigmistica, la sciarada è uno schema che consiste nell'unire due o più parole per formarne un'altra. È dunque sintetizzabile nella formula X + Y = XY (es.: tram + busto = trambusto). Dalla pratica della sciarada si è evoluta buona parte dell'enigmistica classica moderna, in particolare per quanto attiene a quei giochi, basati sulla logica dell'indovinello, che richiedono di scoprire una combinazione di parole costituita da più parti e un totale.

## Storia
Le sciarade sono note fin dall'antichità, quando in genere erano implicate nell'oniromanzia. La testimonianza più antica risale a Plutarco, che racconta di come Alessandro il Grande, durante l'assedio di Tiro, avesse sognato di inseguire e catturare un satiro. L'indovino Aristandro interpretò la parola σάτυρος (satyros) come σα Τύρος (sa Tyros), ovvero "Tiro è tua". Il romano Svetonio analogamente riferisce di un fulmine che era caduto su una statua di Augusto abbattendo la lettera C di Caesar. Gli indovini chiamati a interpretare il fatto spiegarono che l'imperatore sarebbe ancora vissuto cento giorni (C è il numero romano 100) e poi sarebbe diventato un dio (in etrusco "aesar").

In seguito la sciarada fu utilizzata nei blasoni delle famiglie nobili (si veda ad esempio il motto "Anguis sola" per la famiglia degli Anguissola di Cremona). Ma come gioco enigmistico si impose solo nella Francia del '700: il nome "sciarada" deriva, secondo l'opinione più diffusa, dal provenzale charado (= chiacchierata). Il gioco somigliava a un indovinello, ma il testo conteneva un riferimento alle parti e al totale, cioè alle parole da scoprire. Esse venivano convenzionalmente indicate con i termini premier, second, entier. In Italia le sciarade cominciarono ad apparire all'inizio dell''800 (la prima descrizione del gioco fu pubblicata in un "codicetto" de Il Gondoliere di Venezia del 1835, scritto dal letterato Bennassù Montanari). Le parole convenzionali usate per indicare le parti vennero tradotte in italiano con primiero, secondo, intiero. I termini arcaici erano utili per formare la rima, ma si parlava anche di primo e di tutto, di terzo (ove presente), di ultimo (in riferimento appunto all'ultima delle parti unite a formare il totale).

La sciarada ebbe grande successo in Francia e in Inghilterra come passatempo da salotto: le allusioni alle parti e al totale venivano anche eseguite in forma scenica. In queste nazioni si impose un criterio fonetico: era cioè il suono delle parole-parti che doveva formare la parola-totale. La sciarada francese chat + rade = charade era quindi considerata valida. In italiano, lingua in cui la scrittura corrisponde quasi univocamente alla pronuncia, si affermò invece un criterio grafico, poi esteso a tutti i giochi enigmistici. È valida la sciarada riconosciuta dall'occhio e non necessariamente dall'orecchio.

## Svolgimento del gioco
La sciarada veniva praticata, in origine, con il tipico svolgimento a parti convenzionali dato dall'uso delle parole primo, secondo, intero e simili; per lo più, in omaggio alla forma antica dell'indovinello, con l'uso della prima persona. Assumendo una combinazione di sciarada come ciocco + latino = cioccolatino, un tipico esempio rispondente a questa tecnica potrebbe essere il seguente.
| Il mio primo riman segando il fusto, col mio secondo discuteva Augusto, il mio intero si scarta e ha un dolce gusto. |

La forma della sciarada si è poi evoluta allorché si è iniziato a sostituire le parti e il totale non più con parole convenzionali ma con le incognite x e y, ognuna corrispondente a una lettera, rendendo conto così anche della lunghezza delle varie parti. Tale tecnica (svolgimento a diagramma) è ancora in uso nell'enigmistica popolare. Eccone di seguito un tipico esempio.
| Sciarada Mio figlio non fa compiti a Natale Mentre nel caminetto ardeva il xxxxxx vedevo disperarsi quello sciocco: sbuffava sopra il libro di yyyyyy sciogliendo in bocca un buon xxxxxxyyyyyy. |

La forma più complessa è, comunque, quella affermatasi definitivamente nell'enigmistica classica moderna, lo svolgimento a enigmi collegati. La sciarada è, allora, un componimento in cui ogni strofa (o riga o distico nei giochi brevi) corrisponde a una parola della soluzione e costituisce un enigma a sé. Tale tecnica prevede l'uso di un diagramma numerico che specifichi la lunghezza dei termini da trovare. Si può proporre l'esempio che segue.
| Sciarada (6+6=12) "Tutto qui il fisico, amore?" Per fare il fusto con la fiamma sua conta cinque flessioni, però al termine consumandosi fonde. Adesso è nero e del bacio non resta che il pensiero. |

La seguente sciarada è invece tratta dal noto romanzo "Harry Potter e il Calice di Fuoco", di J. K. Rowling
| La mia prima è la terza di passione, e tre ne vuole la sottomissione, la seconda è colei che, amica o amante del cuore è la compagna costante; la terza è un albero dalla chioma folta, nobile ramo di foresta incolta. Ora unisci le tre e dimmi, o tu, viandante: nero, sporco e ripugnante, veramente baciarlo è cosa grama, sai ora dirmi come esso si chiama?" |

[Soluzione: "S" (terza lettera di "paSsione"; lettera che compare tre volte in "SottomiSSione") + "cara" + "faggio" = scarafaggio]

## Classificazione delle sciarade
La sciarada propriamente detta è uno schema senza resto, ossia privo di scarti, in cui la semplice giustapposizione di parole o frasi ottiene nuove parole o nuove frasi. Una prima variante è costituita dalla frase doppia, che si differenzia dalla sciarada per il fatto di essere costituita non tanto dall'unione di parti, quanto da un'unica sequenza di lettere che può essere cesurata in punti diversi in modo da formare frasi diverse (es.: tre mendicanti = tremendi canti).

Le altre tipologie, a dispetto del nome, non sono vere e proprie sciarade. Così la sciarada alterna è un tipico esempio di lettura alterna, assimilabile all'incastro e all'intarsio, e segue lo schema XX / YY = XYXY (es.: cane / pira = capinera). La sciarada incatenata, poi, contraddice addirittura la natura stessa del gioco originario, praticando uno scarto secondo lo schema XY / YZ = XYZ (es.: bis / sogno = bisogno). Tutt'altra cosa è poi la sciarada a bisensi.

Nell'enigmistica moderna le combinazioni di sciarada alterna e incatenata possono essere svolte indifferentemente a diagramma e a enigmi collegati, ma è chiaro che nell'un caso si ricade nell'ambito popolare, nell'altro in quello classico. La frase doppia, invece, per la sua minor reperibilità, non sempre si presta a tradursi in un gioco a doppio soggetto, e richiede quindi spesso uno svolgimento del primo tipo.